# Córdoba (Bolívar)
Pour les articles homonymes, voir Córdoba.
Córdoba est une municipalité située dans le département de Bolívar, en Colombie.